# Batjanklasse
De Batjanklasse, ook wel aangeduid als de Ambonklasse, is voortgekomen uit de Australische Bathurstklasse. De schepen zijn ontworpen en in Australië gebouwd als oceaanmijnenvegers. Tijdens de Tweede Wereldoorlog zijn ze echter hoofdzakelijk gebruikt als escorteschepen, daarna als korvetten en vanaf begin 1947 als patrouilleschepen. Bij de invoering van het NAVO-naamseinsysteem in 1950 zijn ze, omdat zij nog steeds de uitrusting daarvoor aan boord hadden, weer als mijnenvegers beschouwd. Zij zijn echter nooit meer als zodanig gebruikt, maar ingezet als patrouilleschepen in Nieuw-Guinea en in de West. In Nederland zijn ze vaak gebruikt voor de visserij-inspectie. In 1952 werden ze tot fregatten gepromoveerd. Voor definitief afgevoerd te worden konden de schepen nog als logementschip gebruikt worden.
In eerste instantie werden de schepen geleend van de Royal Australian Navy. Ze werden in Australië overgedragen aan de Koninklijke Marine. Er ontstond in die tijd door politieke verwikkelingen een probleem met de Australische vakbonden en konden de laatste vier schepen niet in Australië worden overgenomen. Er werd gekozen voor Trincomalee op Ceylon, het huidige Sri Lanka, voor de overdracht. De marine stuurde Hr.Ms. Van Kinsbergen met de aangewezen bemanningen (220 man) naar Ceylon. Voor de overtocht naar Sabang leverde de Van Kinsbergen nog tijdelijk 15 man extra. Bij de overdracht werden de Australische naamseinen pennant nummers, gevoerd (Jxxx) of (Byyy). Dit zijn de afwijkende nummers, die aan het eind van de oorlog bij de British Pacific Fleet door de schepen gevoerd werden om verwarring met de eenheden van de Amerikaanse marine te voorkomen.

## AMBON

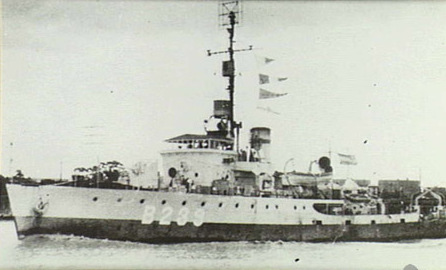

- 11-05-1942 In dienst gesteld als HMAS CAIRNS J.183 (B.239)
- 17-01-1946 In dienst gesteld als Hr.Ms. CAIRNS (CAS) te Brisbane.
- 07-03-1946 Vertrek naar Makassar.
- 01-06-1946 In dienst gesteld als Hr.Ms. AMBON (AMB) Andere toegekende nummers MV 21, PK 1, P 6, M811, F814
- 06-04-1950 In bruikleen naar de ALRIS (later ALRI) als “BANTENG”

## BANDA

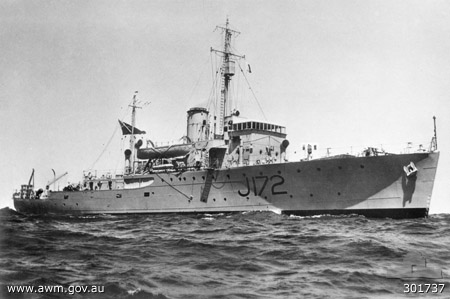

- 23-10-1941 In dienst gesteld als HMAS WOLLONGONG J.172
- 11-02-1946 In dienst gesteld als Hr.Ms. WOLLONGONG (WLG) te Sydney.
- 07-03-1946 Vertrek naar Makassar.
- 01-06-1946 In dienst gesteld als Hr.Ms. BANDA (BAN) Andere toegekende nummers MV 22, PK 2, P 7, M812
- 06-04-1950 In bruikleen naar de ALRIS als “RADJAWALI”
- 1968 gesloopt in Hong Kong

## BATJAN

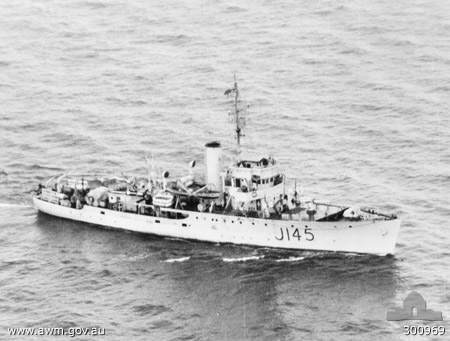

- 24-01-1941 In dienst gesteld als HMAS LISMORE J.145 (B.247)
- 04-07-1946 In dienst gesteld als Hr.Ms. LISMORE te Trincomalee.
- 06-07-1946 Vertrek naar Sabang.
- 18-07-1946 In dienst gesteld als Hr.Ms. BATJAN (BAT) bij aankomst te Tandjong Priok. Andere toegekende nummers MV 25, PK 5, P 10, M813, F813, A870.
- 15-07-1957 uit sterkte afgevoerd - ingericht als logementschip in de Rotterdamse Waalhaven.

## BOEROE

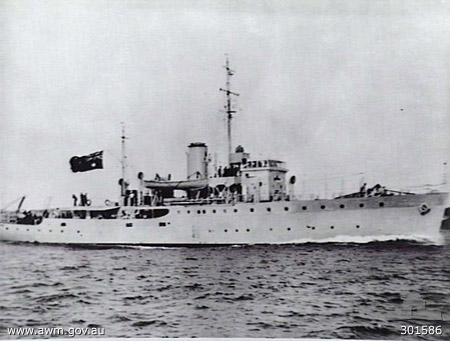

- 09-10-1941 In dienst gesteld als HMAS TOOWOOMBA J.157 (B.251)
- 05-07-1946 In dienst gesteld als Hr.Ms. TOOWOOMBA te Trincomalee.
- 06-07-1946 Vertrek naar Sabang
- 18-07-1946 In dienst gesteld als Hr.Ms. BOEROE (BRE) bij aankomst te Tandjang Priok. Andere toegekende nummers MV 26, PK 6, P 11, M 814, F814, A871.
- 13-12-1948 Het oorlogsjournaal wordt afgesloten “bij overgave aan DvS”.
- 15-12-1948 Tijdelijk over naar het Departement van Scheepvaart.
- 20-04-1949 Teruggegeven aan de Koninklijke Marine.
- 15-07-1957 uit sterkte afgevoerd - ingericht als logementschip in de Rotterdamse Waalhaven.
- 12-09-1961 verkocht voor sloop.

## CERAM

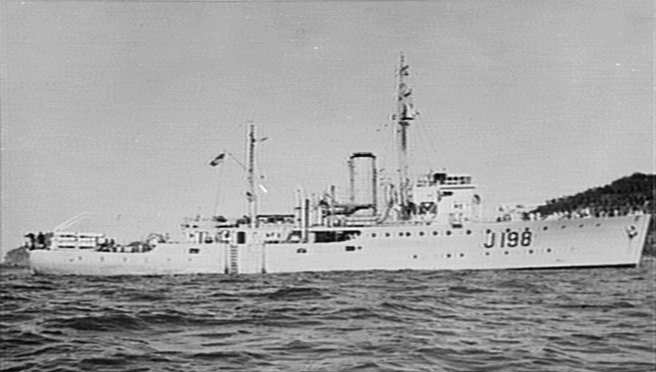

- 15-04-1941 In dienst gesteld als HMAS BURNIE J.198 (B.238)
- 05-07-1946 In dienst gesteld als Hr.Ms. BURNIE te Trincomalee.
- 18-07-1946 In dienst gesteld als Hr.Ms. CERAM (CER) bij aankomst te Tandjong Priok. Andere toegekende nummers MV 27, PK 7, P 12, M815, F 815, A872.

## MOROTAI

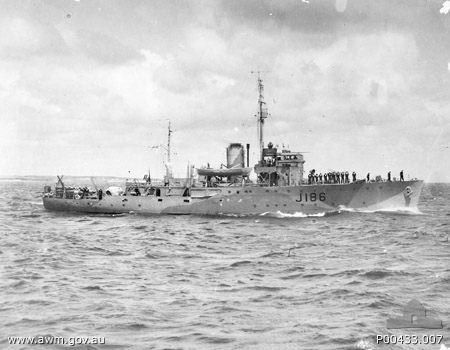

- 13-06-1942 In dienst gesteld als HMAS IPSWICH J.186 (B.244)
- 05-07-1946 In dienst gesteld als Hr.Ms. IPSWICH te Trincomalee.
- 06-07-1947 Vertrek naar Sabang.
- 18-07-1946 In dienst gesteld als Hr.Ms. MOROTAI (MOR) bij aankomst te Tandjong Priok. Andere toegekende nummers MV 28, PK 8, P13.
- 23-08-1948 Over naar het Departement van Scheepvaart.
- 23-08-1949 Over naar de ALRIS als “HANG TUAH”

## TERNATE

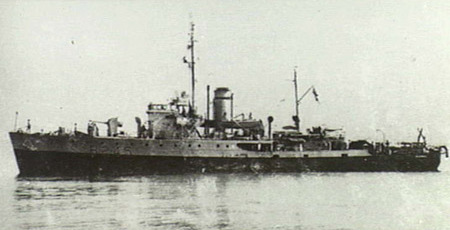

- 07-04-1942 In dienst gesteld als HMAS KALGOORLIE J.192 (B.245)
- 08-05-1946 In dienst gesteld als Hr.Ms. KALGOORLIE te Melbourne.
- 28-06-1946 Vertrek naar Makassar.
- 12-08-1946 In dienst gesteld als Hr.Ms. TERNATE (TNT)  bij vertrek uit Koepang (Timor). Andere toegekende nummers MV 23, PK 3, P 8, M816, , A874.

## TIDORE

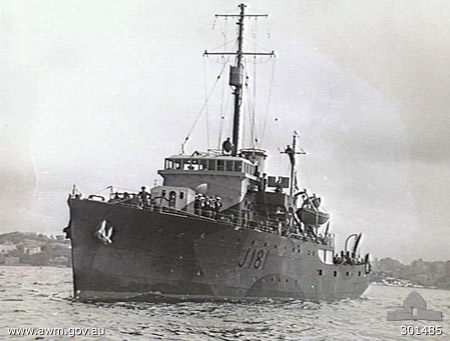

- 08-08-1942 In dienst gesteld als HMAS TAMWORTH J.181 (B.250)
- 30-04-1946 In dienst gesteld als Hr.Ms. TAMWORTH te Sydney.
- 26-06-1946 Vertrek naar Makassar
- 16-07-1946 In dienst gesteld als Hr.Ms. TIDORE (TDR)  bij vertrek uit Koepang (Timor). Andere toegekende nummers MV 24, PK 4, P 9.
- 15-06-1949 Over naar de Federale Schependienst.
- 28-12-1949 Over naar de ALRIS als “PATI UNUS”.